# دوري كرة السلة الوطني الأرجنتيني 2012–13
دوري كرة السلة الوطني الأرجنتيني 2012–13 (بالإسبانية: Liga Nacional de Básquet 2012-13)‏ هو موسم من دوري كرة السلة الوطني الأرجنتيني. كان عدد الأندية المشاركة فيه  16، وفاز فيه ريجاتاس كوريينتس.